# Camino Real del Puerto de la Mesa

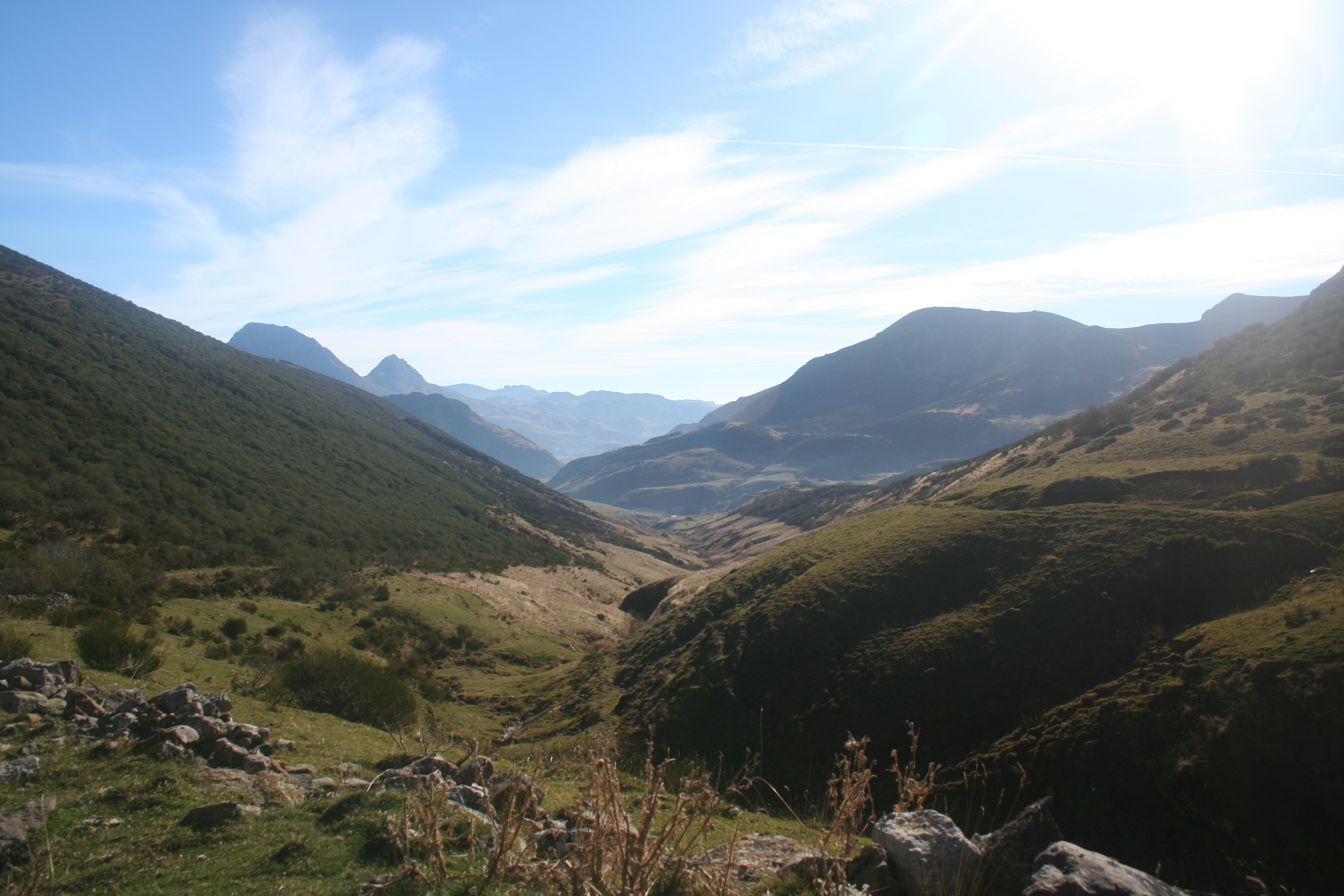
Subida desde el pueblo leonés de Torrestío hacia el puerto de La Mesa, en Asturias.

El GR-101, denominado Camino Real del Puerto de la Mesa (en asturiano Camín Real de la Mesa), es un sendero de Gran Recorrido y un camino basado en una antigua calzada romana que unía Asturias con León. Al igual que el vecino camino romano denominado Vía de la Carisa (que forma parte del GR-100 -Ruta de la Vía de la Plata-), es uno de los caminos de origen prehistórico que comunican Asturias con la Meseta Central atravesando la cordillera Cantábrica.  
El jefe bereber Munuza, tras ser derrotado en la batalla de Covadonga por Don Pelayo, intentó salir de Asturias a la Meseta por este puerto.

## Itinerario
La calzada se adentra en Asturias proveniente de la antigua Asturica Augusta, hoy Astorga, por el concejo de Belmonte de Miranda y Somiedo. La senda recorre los municipios de Belmonte de Miranda, Candamo, Grado, Las Regueras, Proaza, Quirós, Santo Adriano, Somiedo, Teverga y Yernes y Tameza. En estos municipios recorre los espacios protegidos del parque natural de Somiedo, el parque natural de Las Ubiñas-La Mesa, y el Paisaje Protegido del Pico Caldoveiro.

### Etapas
- Etapa 1: Torrestío - Puerto de San Lorenzo / 25,79 km
- Etapa 2: Puerto de San Lorenzo - Dolía / 17,98 km
- Etapa 3: Dolía - Grado / 22 km

## Cinematografía
Debido a su potencial paisajístico y forestal esta región ha sido utilizada como escenario en varias películas, como es el caso de ¿Para qué sirve un oso?, que fue rodada principalmente en el Camino Real de la Mesa.

## Galería

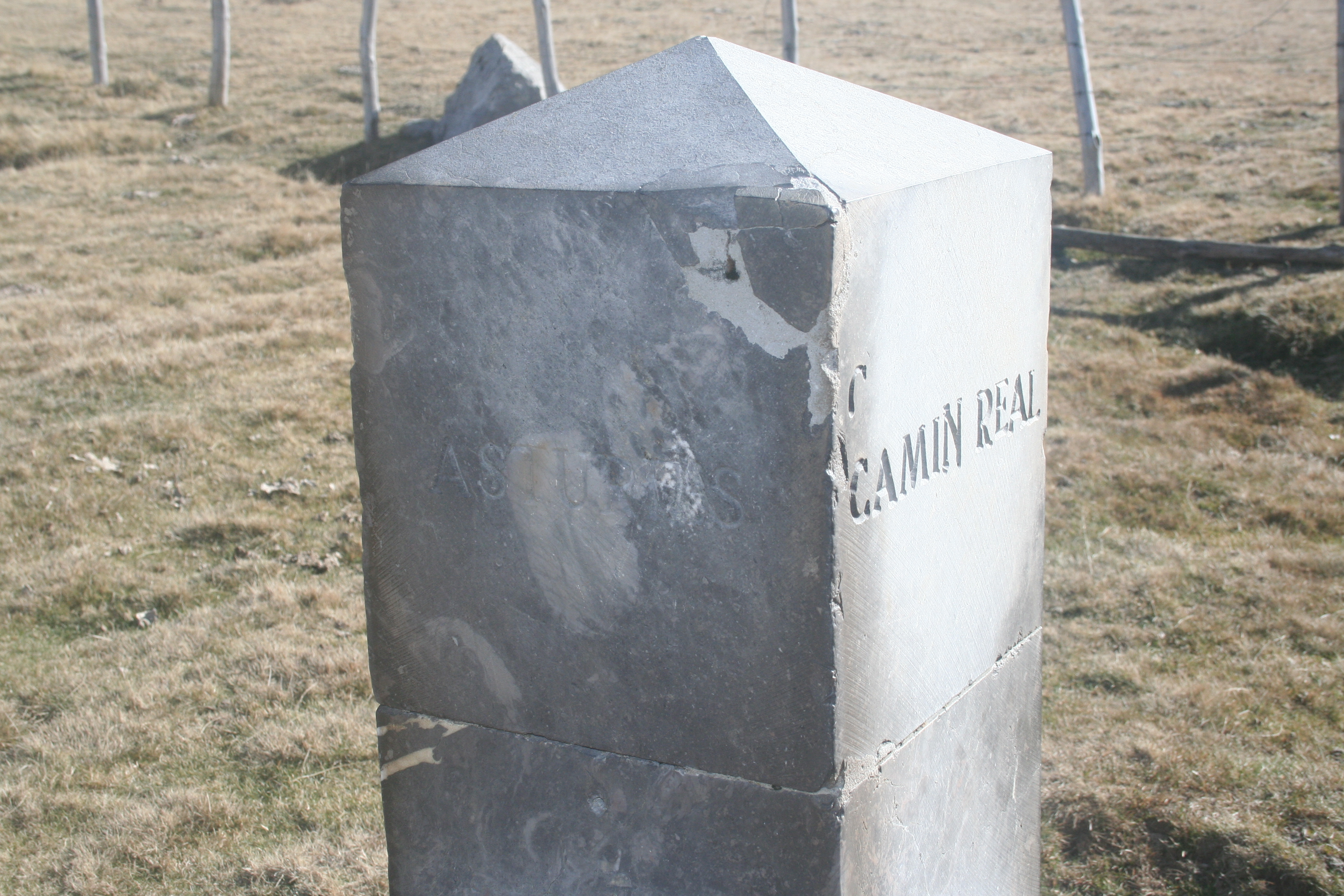
Mojón de separación entre León y Asturias en el camino real del Puerto de la Mesa.
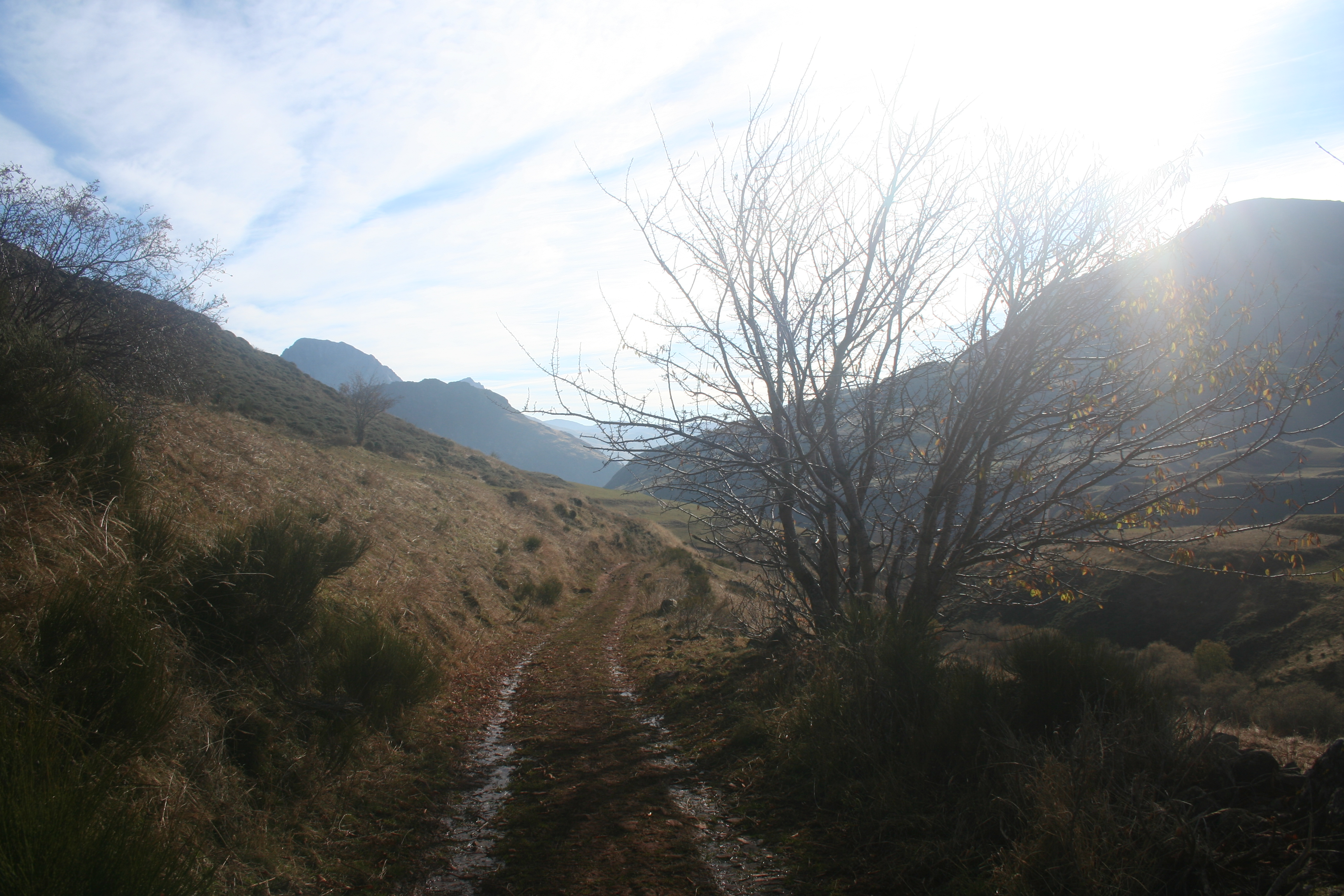
Camino desde Torrestío que se dirige hacia Asturias.
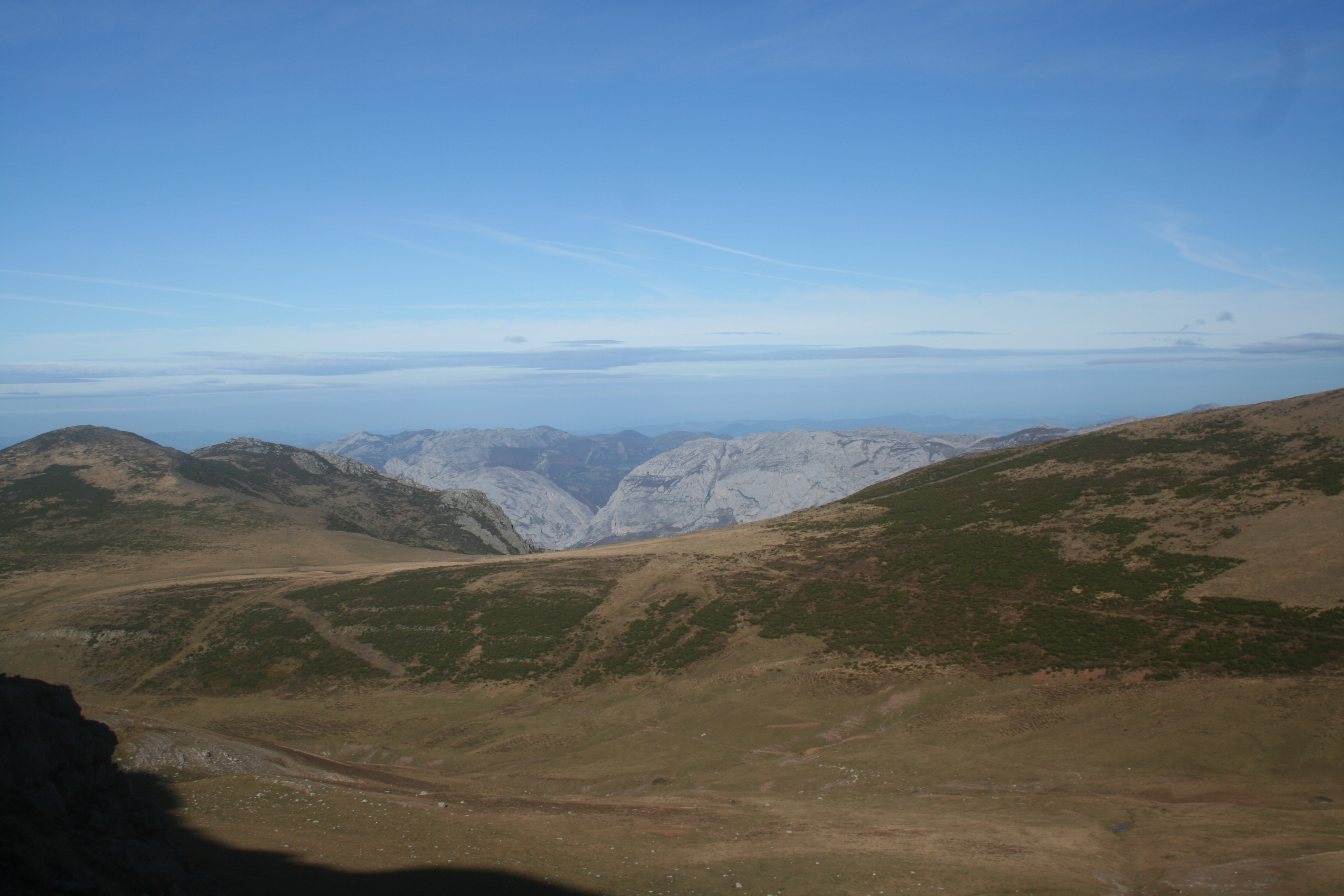
Primer tramo del camino dentro de Asturias, en la braña de Los Cuartos.